# Eberhard Brüning
Eberhard (Otto) Brüning (* 4. Juni 1925 in Chemnitz; † 12. Dezember 2023 in Leipzig) war ein deutscher Literaturwissenschaftler und Professor für Amerikanistik an der Universität Leipzig.

## Leben
Die Eltern von Eberhard Brüning waren Otto Brüning (Maurer) und Frieda Brüning geb. Markert (Kontoristin). Brüning besuchte von 1932 bis 1936 die Volksschule in Chemnitz und ab 1936 bis 1943 das Realgymnasium Chemnitz. Im März 1943 erfolgte die Einberufung zur Wehrmacht und von 1943 bis 1945 war er in der Infanterie und Gefreiter. Brüning geriet am Ende des Krieges in Amerikanische Kriegsgefangenschaft in Frankreich und wurde dort bis zu seiner Entlassung im Juni 1946 für Büroarbeiten und als Dolmetscher eingesetzt. Er kehrte nach der Gefangenschaft nach Chemnitz zurück und besuchte die Oberschule, welche er mit dem Abitur abschloss. Von 1948 bis 1952 studierte Brüning Anglistik, Germanistik, Philosophie und Pädagogik an der Universität Leipzig. Seine Universitätsabschlussprüfung für das Lehramt an der Oberstufe für Englisch und Deutsch legte er im Mai 1952 ab.
Eberhard Brüning war ab 1952 als wissenschaftlicher Assistent und Lehrbeauftragter am Germanistischen Institut in der Abteilung für Englische Sprache und Literatur an der Philosophischen Fakultät der damaligen Karl-Marx-Universität Leipzig tätig. Nach seiner Promotion zum Dr. phil. im Oktober 1954 (Titel Albert Maltz – ein amerikanischer Arbeiterschriftsteller. Gutachter: Walther Martin, Rudolf Krauss) war er zuerst Lektor für englische Sprache, dann Dozent für Amerikanistik und ab 1961 Hochschuldozenten für Englische und Amerikanische Sprache u. Literatur. 1963 wurde er zum Professor für englische und amerikanische Sprache und Literatur berufen. Im Jahr 1969 erfolgte dann der Ruf auf den Lehrstuhl für Amerikanistik, welchen er bis zu seinem Ruhestand im Jahr 1990 innehatte. Brüning war ab dem Jahr 1972 Mitherausgeber der Zeitschrift für Anglistik und Amerikanistik. In den Jahren 1965 bis 1969 war er Dekan der Philologischen Fakultät der Universität Leipzig. Nach seiner Emeritierung war er von 1991 bis 1993 als Honorarprofessor an der TU Chemnitz-Zwickau tätig.
Inhaltlich beschäftigte er sich insbesondere für das amerikanische Theater und die proletarische bzw. progressive Literatur der USA in den 1930er Jahren.
Brüning war von 1979 bis 1988 korrespondierendes Mitglied und von 1988 bis 1992 ordentliches Mitglied der Berlin-Brandenburgische Akademie der Wissenschaften. Ab 1971 war er Mitglied der Sächsischen Akademie der Wissenschaften zu Leipzig;
von 1980 bis 1991 war er zudem Sekretär der Phil.-hist. Klasse und von 1976 bis 1980 war er stellv. Sekretär der Phil.-hist. Klasse der Akademie.

## Schriften (Auswahl)
- Sinclair Lewis und die endgültige Emanzipation der amerikanischen Literatur (Sitzungsberichte der Sächsischen Akademie der Wissenschaften zu Leipzig / Philologisch-Historische Klasse, 123,1). De Gruyter; Reprint 2024 (1982). ISBN 978-3112712368.
- Eugene O’Neill und die Mündigkeit des amerikanischen Theaters (Sitzungsberichte der Sächsischen Akademie der Wissenschaften zu Leipzig / Philologisch-Historische Klasse, 130,2). De Gruyter; Reprint 2024 (1990). ISBN 978-3112711583.
- 1935 New York 1937. Reden und Dokumente der Schriftstellerkongresse.  Akademie-Verlag, Berlin, 1984.
- Studien zum amerikanischen Roman der Gegenwart. Rütten und Loening, 1983.
- mit Albrecht Neubert: Amerikanische Literatur. Mit einem Anhang: Die englische Sprache in den Vereinigten Staaten. Meyers Taschenlexikon, 1963.
- Ernest Hemingway, Humanist und Antifaschist (Sitzungsberichte der Sächsischen Akademie der Wissenschaften zu Leipzig / Philologisch-Historische Klasse, 126,1). De Gruyter, Reprint 2024 (1985). ISBN 978-3-11-271331-0.

## Auszeichnungen
- 1975 Verdienter Lehrer des Volkes